# Nónoy Zúñiga
Nonoy Zúñiga (n. 4 de mayo de 1954, Bulacan), es un cantante de género pop, músico, compositor y presentador de televisión filipino.

## Carrera
Su carrera como cantante se extiende por más de 3 décadas, empezó a dedicarse como intérprete de género folk entre los años 1971 a 1975 y luego como uno de los intérpretes principales de "Family Birth Control Band". Sus presentaciones lo llevó a realizar en mejores locales nocturnos y hoteles como Philippine Plaza, Holiday Inn y el Hotel Manila entre los años 1975 a 1980. Todas sus actuaciones lo realizó después en los Estados Unidos desde 1983 hasta la fecha como solista. También ha realizado giras de conciertos en otros países de Asia, incluyendo las principales ciudades de Australia, Japón, Corea del Sur, China y Nueva Zelanda.
Además de su exitosa carrera como cantante, también ha trabajado como presentador de televisión en la red televisiva de GMA-7 llamado "Kapwa Mahal Ko Ko" y otro programa en la red televisiva de "IBC 13" llamado "MedTalk" con el Dr. Z. También trabaja como director en dos empresas llamadas "EcoWise" y "NOW", ambas encargadas de la preservación y conservación del medio ambiente, a través de la eliminación adecuada de los residuos así como la fabricación y comercialización de productos orgánicos. Zúñiga también trabajó como conductor en un programa televisivo llamado "Pilipinas Win Na Win" difundida por la red ABS-CBN.

## Discografía

### Ako Ay Ikaw Rin
- Never Ever Say Goodbye
- Doon Lang
- Kumusta Ka
- Ako Ay Ikaw Rin
- Amor elaborado un milagro
- De los días pasados
- Kung Nais Mo
- Hanggang Langit
- Sa Duyan Ng Pag-ibig
- ¿Es eso lo que estás pensando de

### Pure and Golden Love Songs 1
- Nagsimula Sa Puso
- May Minamahal
- Ngayon Kapiling Ka
- Tunay Na Pag-ibig
- Sana'y Wala Ng Wakas
- Minamahal Kita
- Siya'y Naghihintay
- Doon Lang
- Pag-ibig Sa Tag-araw
- Tag-araw, Tag-ulan
- Napakaganda
- Bituing Walang Ningning
- Basta't mayo Minamahal
- Mutya

### Pure and Golden Love Songs 2
- If Ever I Would Leave You
- When Love Was Young
- Usted no tiene que verme
- Usted nunca caminará solamente
- Someone To Watch Over Me
- Esta noche
- I Will Be There For You
- Somewhere In Time
- Todas las cosas que están
- Encontrarte
- All I Ask Of You
- Your Love Is My Life
- What A Wonderful World

### Init Sa Magdamag
- Somos amigos
- Init Sa Magdamag
- We'll Have Our Way
- Just Tonight
- Nang Minsan Lang
- Friends Or Lovers
- Jack Jones Medley
- Fill Up The Night With Music
- Green
- Ikaw
- Gabi Kung Sumikat Ang Araw
- Minsan Lang
- Live For Love

### Impressions
- Hemos Only Just Begun
- Lady quiere saber
- Viajar en
- Usted es la sol de mi vida
- Sandra
- Maybe This Time
- Just A Love Song
- ¿Está bien que te llame Mine
- Fallin '
- Nothings Gonna Change My Love For You
- Si te alejaste
- El amor que usted está con

## Premios y reconocimientos
- 1981 Mejor Interpretación Vocal Pop Masculino por un Nuevo Artista Masculino Premio aliw
- 1981 Premio a la mejor promesa aliw Entertainer
- 1982 Artista del Año Premio aliw
- 1982 Álbum del Año por Ako Ay Ikaw Premio Rin aliw Album
- 1982 Premio Golden Record para la Ako Ay Ikaw Premio Rin aliw Album
- 1982 Premio Disco de Platino por Ako Ay Ikaw Premio Rin aliw Album
- 1982 Grabación Del Año por Ako Ay Ikaw Premio Rin aliw Album
- 1982 Best Male Vocal Intérprete Fundación Guillermo Mendoza
- 1982 el Sr. Entertainer Popular del Año Fundación Guillermo Mendoza
- 1983 Clasificado Top 6 Gran Premio Premios Cecil
- 1991 Best Male Vocal Premio Awit Artista
- 1998 Más Sobresaliente Artista Premio Katha grabación
- 1999 Mejor actuación de un Premio Awit Dúo
- 1999 Mejor Canción Saan Ka Man Award tradicional Awit Naroroon
- 1999 Premio Mejor Vocal Pop Katha Colaboración